# Sui (Suizhou)
Sui (chinesisch 随县, Pinyin Suí Xiàn) ist ein Kreis der bezirksfreien Stadt Suizhou in der chinesischen Provinz Hubei. Er hat eine Fläche von 5.548 km² und zählt 806.600 Einwohner (Stand: Ende 2019).

## Administrative Gliederung
Auf Gemeindeebene setzt sich der Kreis aus 19 Großgemeinden zusammen. Diese sind:
| Großgemeinde Lishan (厉山镇), Hauptort, Sitz der Kreisregierung; Großgemeinde Anju (安居镇); Großgemeinde Caodian (草店镇); Großgemeinde Changgang (长岗镇); Großgemeinde Gaocheng (高城镇); Großgemeinde Hongshan (洪山镇); Großgemeinde Huaihe (淮河镇); Großgemeinde Huantan (澴潭镇); Großgemeinde Junchuan (均川镇); Großgemeinde Liulin (柳林镇); | Großgemeinde Sanligang (三里岗镇); Großgemeinde Shangshi (尚市镇); Großgemeinde Tangxian (唐县镇); Großgemeinde Wanfu (万福镇); Großgemeinde Wanhe (万和镇); Großgemeinde Wushan (吴山镇); Großgemeinde Xiaolin (小林镇); Großgemeinde Xinjie (新街镇); Großgemeinde Yindian (殷店镇). |